# Fernando Ferreira Pinto
Dados de Fernando Ferreira Pinto (Benguela, 10 maggio 1942) è un ex calciatore portoghese, di ruolo centrocampista.
Anche il fratello José Ferreira Pinto è stato un calciatore professionista.

## Carriera
Dal 1961 al 1967 fu in forza allo Sporting Lisbona, squadra nel quale fu utilizzato più che altro come rincalzo, ad esclusione della stagione 1964-1965 in cui ottenne 24 presenze con due reti. Nella sua militanza con lo Sporting Ferreira Pinto ha vinto due campionati lusitani, la coppa del Portogallo 1962-1963 e la Coppa delle Coppe 1963-1964, competizione nel quale non giocò la finale ma mise a segno una doppietta nella gara di andata negli ottavi di finale contro l'APOEL, terminata 16-1. Ha giocato inoltre anche in due edizioni della Coppa Campioni, nell'edizione 1961-1962 e 1966-1967, non riuscendo in entrambi i casi a superare il primo turno della competizione.
Terminata l'esperienza con il club capitolino passò al Sanjoanense, con cui retrocesse in cadetteria al termine della Primeira Divisão 1968-1969.
Dal 1970 al 1970 è in forza al Farense, con cui gioca due stagioni nella massima serie lusitana.
In Portogallo militò anche nel Tramagal.
Nel 1973 si trasferisce in Canada per giocare nella franchigia NASL dei Toronto Metros. Nella stagione 1973 con la sua squadra vince la Northern Division, perdendo poi le semifinali contro i futuri campioni dei Philadelphia Atoms. La stagione seguente invece non riesce a superare la fase a gironi del torneo.

## Palmarès

### Competizioni nazionali
- Campionato portoghese: 2

Sporting Lisbona: 1961-1962, 1965-1966
- Coppa del Portogallo: 1

Sporting Lisbona: 1962-1963

### Competizioni internazionali
- Coppa delle Coppe: 1

Sporting Lisbona: 1963-1964